# Кумельськ (Підляське воєводство)
Кумельськ (пол. Kumelsk) — село в Польщі, у гміні Кольно Кольненського повіту Підляського воєводства. Населення — 223 особи (2011).

## Демографія
Демографічна структура станом на 31 березня 2011 року:
|          | Загалом | Допрацездатний вік | Працездатний вік | Постпрацездатний вік |
| -------- | ------- | ------------------ | ---------------- | -------------------- |
| Чоловіки | 110     | 28                 | 69               | 13                   |
| Жінки    | 113     | 27                 | 60               | 26                   |
| Разом    | 223     | 55                 | 129              | 39                   |